# 藤白すみれ
藤白 すみれ（ふじしろ すみれ、1994年5月8日 - ）は、日本の元タレント、元女優、元歌手。
千葉県出身。スターダストプロモーションに所属していた。

## 略歴
2008年5月、スターダストプロモーション主催の新人発掘オーディションに合格し、デビュー。
同年8月9日、ももいろクローバーに加入。12月、ももいろクローバーを脱退し、同時に伊倉愛美、春日南歩と共にクリィミー・パフェを結成。2009年12月、クリィミー・パフェの活動が休止となる。
2010年3月、『ミスマガジン2010』ベスト16に選出されるも受賞はならなかった。
2011年、クリィミー・パフェの後のユニット「クリミテーション」→「クリミテーションZ」のメンバーとして活動。
大学2年（2014-15年）の頃に就職活動を理由に芸能活動を引退。後に就職して会社員になる。職場では2020年現在広報を務めていて、ステージに立って活動した経験が活きているという。
2020年9月頃、10年ぶりにクリィミー・パフェのメンバーで集まり、伊倉のYouTubeチャンネル「イクラ放送局」に出演した。

## 人物
- 趣味は愛犬の散歩、DVD鑑賞。特技はクラシックバレエ、ダンス、オカリナ演奏。
- 愛犬アニーを溺愛しており、自身のブログに度々登場させている。

## 出演

### テレビドラマ
- スープカレー（2012年、HBC・TBS） - 山田佐知子 役
- 35歳の高校生（2013年、日本テレビ） - 平川圭子 役

### CM
- 任天堂 わがままファッション ガールズモード（2008年）
- コカ・コーラ ファンタ ファン太郎が行く 告白篇（2009年）
- メニコンメルスプラン　メルスラジオ3 メルスプランとは編（2010年）
- 興和 コルゲンコーワIB透明カプセル,IB錠TX - 青（2013年）

### 雑誌
- B.L.T. 7月号（2009年5月、東京ニュース通信社）
- 月刊Auditon 7月号（2009年6月、白夜書房）
- 月刊Auditon 8月号（2009年7月、白夜書房）
- 月刊Auditon 1月号（2009年12月、白夜書房）
- ヤングマガジン No.17（2010年3月29日、講談社）
- 週刊少年マガジン No.18 号（2010年3月31日、講談社）
- 月刊Auditon 5月号（2010年4月、白夜書房）

### 映画
- 闇金ウシジマくん（2012年）

### PV
- 花唄（2011年6月、GReeeeN）